# Rio Sar
O rio Sar é um rio da Galiza, afluente do rio Ulla pela sua margem direita. Nasce na freguesia de Bando (Santiago de Compostela), e corre pelas freguesias de Sar, Conxo e Laranho. Finalmente desemboca na freguesia de Iria Flávia (Padrón), onde se junta com o Ulla. Um trecho do rio Sar está incluído na Rede Natura 2000.